# 吴凌云 (配音员)
吴凌云（1976年1月2日—），艺名凌云，男，中国大陸配音演员，也是中央人民广播电台经济之声播音员。

## 生平
出生于江苏省扬州市，祖籍浙江省宁波市。1997年毕业于北京广播学院（中国传媒大学前身）播音系。2014年因在电视剧《北平无战事》声演蒋经国（建丰同志）一角而让广大观众熟悉。

## 配音作品
※粗體表示者為作品中的主角或重要配角

### 电视剧
- 《北平无战事》蒋经国（建丰同志）

### 电影
- 《镖行天下系列》王振威（周群达饰）
- 《名侦探柯南 漆黑的追踪者》白鸟任三郎、水谷浩介
- 《名侦探柯南 沉默的15分钟》白鸟任三郎、冰川尚吾、渡部警官、大坝职员、樱井学
- 《名侦探柯南 业火的向日葵》查理警长
- 《魁拔之十万火急》树国将军
- 《魁拔之大战元泱界》泱澈
- 《怪兽电力公司》
- 《木偶奇遇记》
- 《机器人总动员》
- 《奇妙仙子》

### 遊戲
- 《仙劍奇俠傳五》姜世離
- 《仙劍奇俠傳五前傳》歐陽英
- 《仙劍奇俠傳六》宿何